# صدفة السلحفاة (فرو قط)

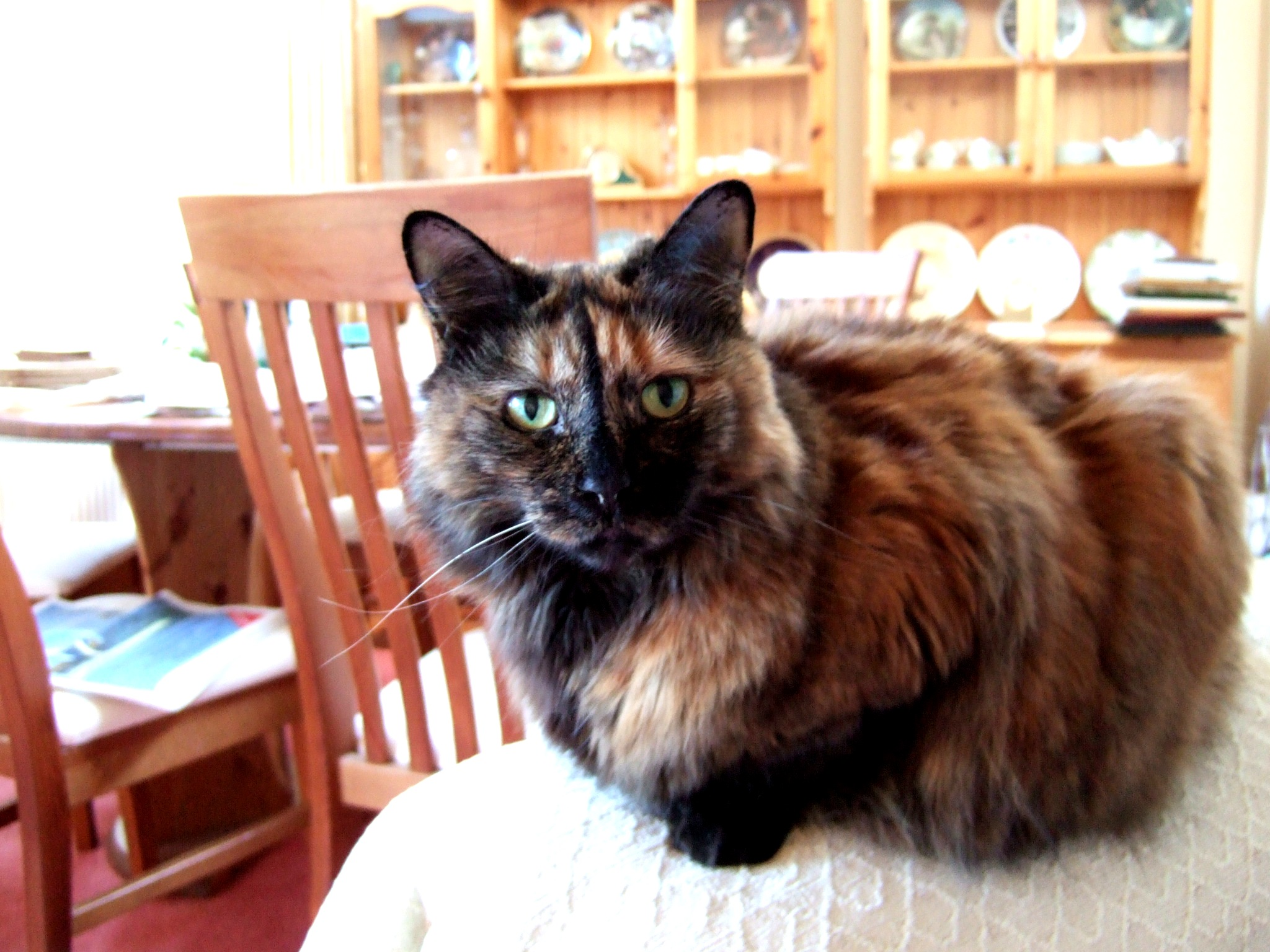
قط مذبل إلى الأسود

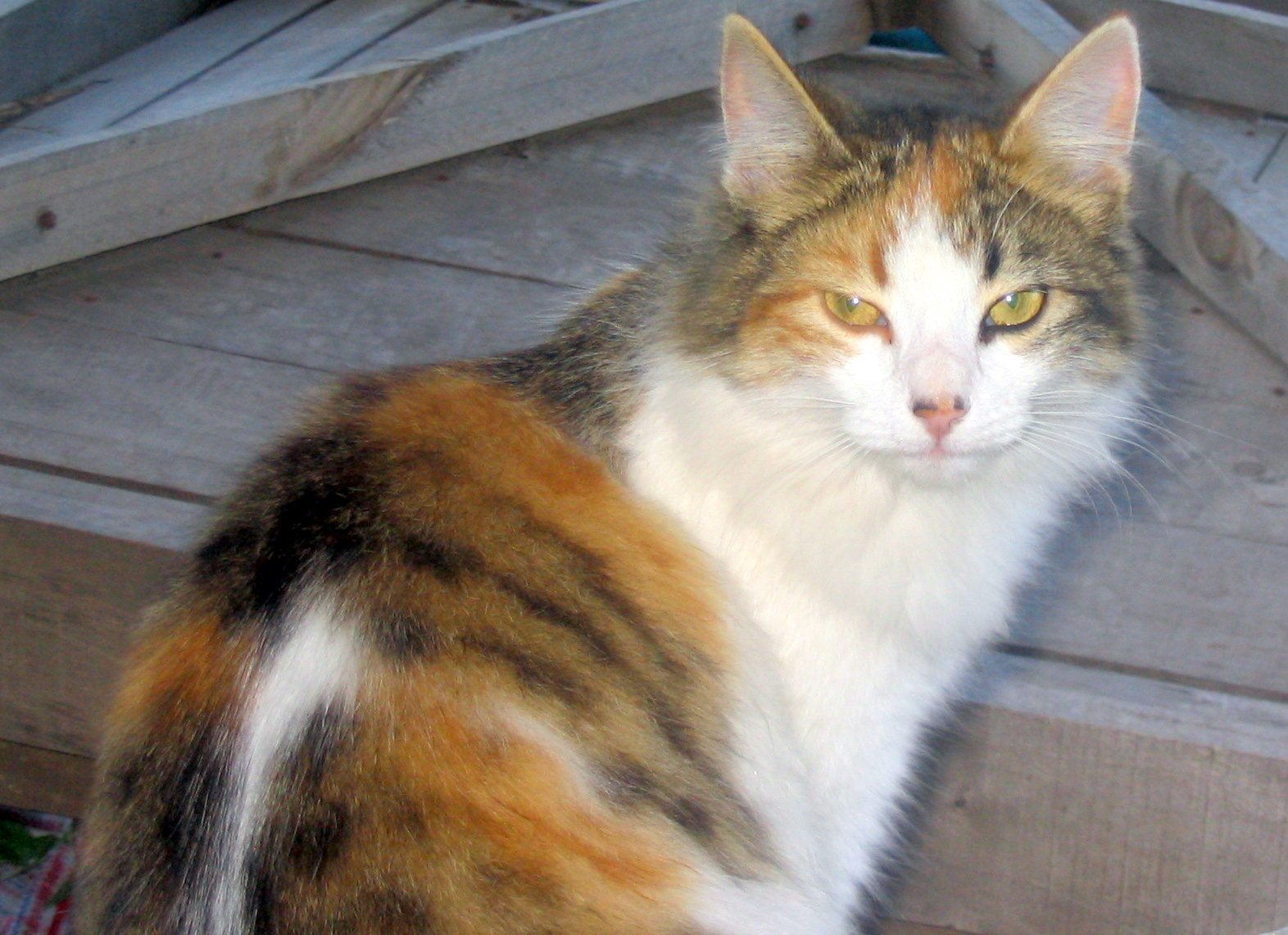
قط ذو شعر ملون

ذبل القطط هو وصف تلوين جلد توجد في الغالب في القطط الإناث ويكون في الغالب لون برتقالي أو لون الشوكولاتة، وأسود أوأزرق. ويكون على نمط مبرقع ليست محددة في سلالات محددة من القطط، وتظهر في العديد من السلالات المختلفة.